# John Rainolds
John Rainolds, o Reynolds (Pinhoe, 1549 – 21 maggio 1607), è stato un teologo e scrittore inglese.

## Biografia
Fellow del Corpus Christi College, a Oxford, dal 1566 al 1586, fu lettore di greco dal 1572 al 1578, acquistando grande fama per le sue lezioni su Aristotele. Nominato decano Lincoln College nel 1593, fu presidente di Corpus Christi dal 1598 al 1607, l'anno della morte. Per non rinunciare alla vita accademica e di studio, rifiutò la carica di vescovo offertagli dalla regina Elisabetta. Curò la traduzione inglese dei Libri Profetici dell'Antico Testamento per la Bibbia di re Giacomo. Portavoce principale del partito puritano Rainolds polemizzò con William Whitaker su temi teologici lasciando vari scritti tra i quali il più importante è forse A Treatise conteyning the true catholike and apostolike Faith of the Holy Sacrifice and Sacrament ordeyned by Christ and his last Supper, Antverpiae, 1593.
Entrò in polemica con Alberico Gentili, contro il quale scisse un pamphlet, The Overthrow of Stage-Playes. Oggetto dello scontro era il teatro, che Rainolds condannava senza appello perché distoglie gli uomini da Dio, e Gentili tentava di difendere dalla furia moralizzatrice dei puritani.